# Бобслей
Бобсле́й (англ. bobsleigh) — вид санного спорту, швидкісне ковзання з гір по спеціально обладнаних льодових трасах на санях особливої конструкції, бобах, які мають керування і розраховані на 2—8 осіб. Ковзання йде по спеціальній снігово-льодовій доріжці з віражами на поворотах; швидкість при цьому може становити 90—100 км/год.

## Історія
Швейцарія — батьківщина бобслею. Тут в 1888 році англійський турист Вілсон Сміт з'єднав між собою двоє саней з дошкою і використовував їх для подорожі з Санкт-Моріца у розташовану трохи нижче Челеріну. Там же, в Санкт-Моріці, в кінці XIX ст. був організований і перший в світі бобслейний спортивний клуб, де були розроблені основні правила змагань в цьому виді спорту, причому екіпаж саней тоді складався з п'яти осіб — трьох чоловіків і двох жінок. Надалі кількість членів екіпажу бобслейних саней змінювалася — двоє, четверо, п'ятеро, а іноді і восьмеро осіб.

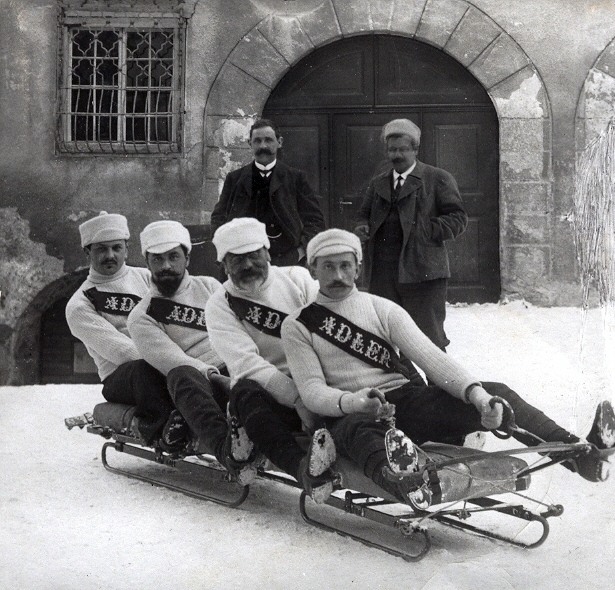
Швейцарська бобслейна команда. Давос, 1910

Перші в світі особливі сани — «боб» були сконструйовані в 1904 році.
Бобслей набув поширення в ряді країн Європи, де стали проводитися змагання, а потім і національні чемпіонати з цього виду спорту. В Австрії вони проводяться з 1908 року, а в Німеччині — з 1910 року.
Міжнародна федерація бобслею і тобогана — ФІБТ була заснована в 1923 році. Об'єднує понад 50 національних федерацій. Слово тобоган, що згадується в назві Федерації — це данина традиції. Воно описує поширені серед індіанців Канади безполозні дерев'яні сани, які в дещо зміненому вигляді стали використовуватися як спортивний інвентар. На початку XX століття проводилися офіційні змагання зі спуску з гір на тобоганах. Потім це слово за традицією збереглося в назві Міжнародної федерації ФІБТ, що відає і понині розвитком бобслею в світі, хоча в даний час цей вид спорту замінив скелетон.
Чемпіонати світу з бобслею проводяться з 1924 року.
Бобслей — олімпійський вид спорту. В програму зимових Олімпійських ігор бобслей був включений починаючи з 1924 року. Тоді змагання проводили на чотиримісних санях, в 1928 році — на п'ятимісних, а починаючи з 1932 року змагання проводяться на дво- і чотиримісних санях.
До 2002 року змагання проводилися тільки серед чоловіків. Але на Олімпійських іграх у Солт-Лейк-Сіті (Зимові Олімпійські ігри 2002) жінки взяли участь у заїздах двомісних бобів.
Сьогодні федерація IBSF жорстко регламентує можливості технічного забезпечення команд[недоступне посилання з червня 2019]. У правилах на сезон 2011–2012, наприклад, сказано про те, що полози боба повинні бути виготовлені із спеціально ліцензованих матеріалів на спеціально ліцензованих підприємствах, кожна пара полозів повинна бути позначена серійним номером, який перевіряється перед кожним офіційним стартом. Крім цього федерація обмежує число застосовуваних одним гонщиком за сезон полозів. Все це робиться з метою забезпечення рівних базових можливостей всіх учасників офіційних змагань.

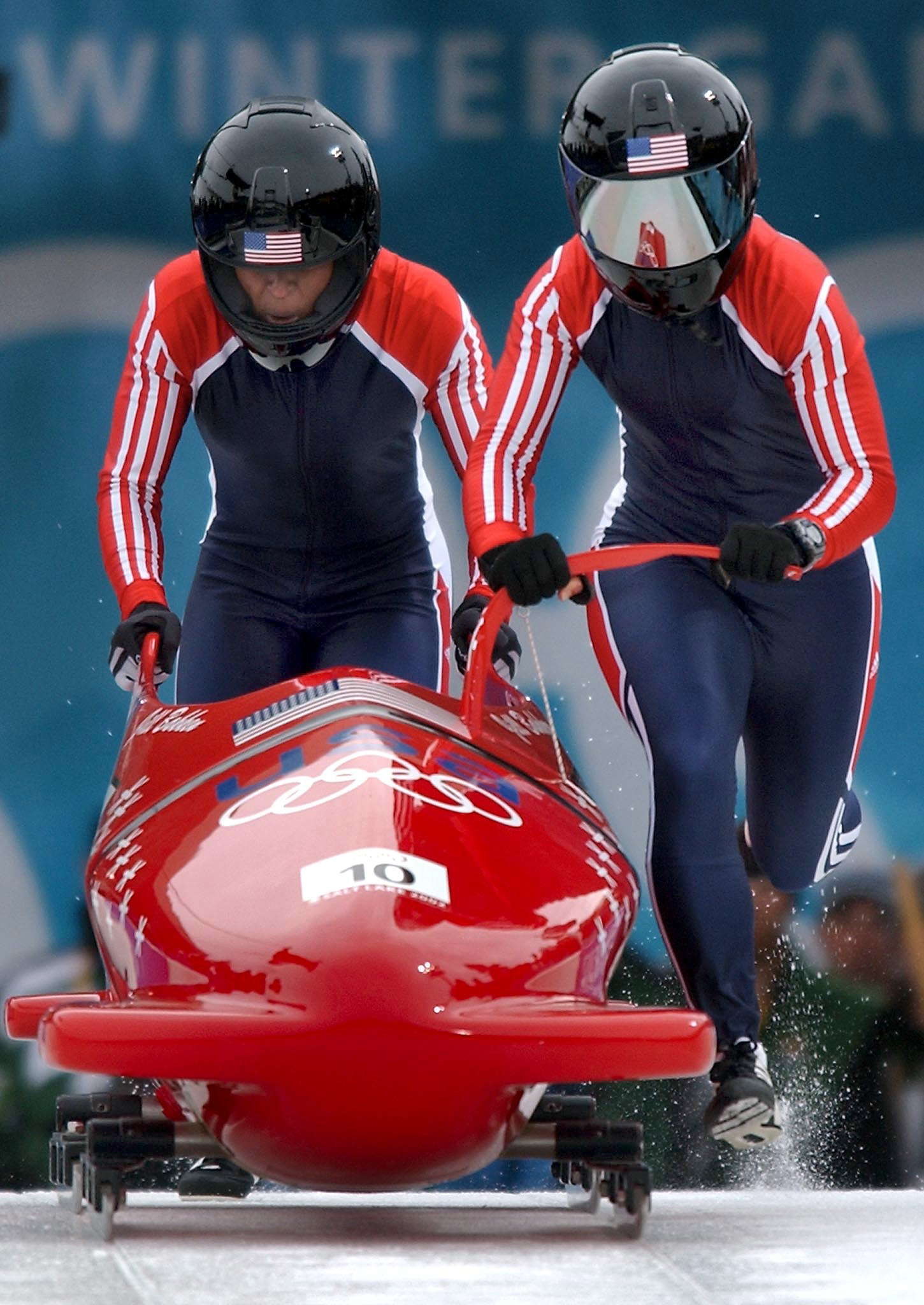
Жіночий екіпаж збірної США

## Сани та траса
Сани виготовлені за стандартним проектом з суцільнометалевого корпусу обтічної форми, закріпленого на двох парах полозів-ковзанів. Передня пара — рухома з кермом. Задня пара — нерухома з гальмом. Використовують двомісні (двійка) і чотиримісні (четвірка) бобслей. Довжина двійки не більше 2,7 м, маса — не вище 165 кг, а вага екіпажа не більше 200 кг. Довжина четвірки не більше 3,8 м, маса — не вище 230 кг, а вага екіпажа не більше 400 кг.
Траса для бобслею являє собою крижаний жолоб на залізобетонній основі, який має різноманітні по крутизні повороти і віражі. Довжина траси — 1500–2000 м з 15 віражами мінімального радіусу 8 м, а перепад висот від 130 до 150 м.
Протяжність трас для бобслею, перепад висот між стартом і фінішем, кількість поворотів і віражів не є постійними. Наприклад, в Лейк-Плесіді в 1932 році довжина траси становила 2366 м, перепад висот по вертикалі — 228 метрів, на трасі було 26 поворотів і віражів. У Ліллехаммері, в 1994 році бобслеїсти змагалися на 1365-метровій трасі з 107-метровим перепадом висот і 16 поворотами і віражами.
Технічне вдосконалення саней для бобслею здійснюється з урахуванням новітніх досягнень науково-технічного прогресу. Однак з цілком зрозумілих причин воно лімітується ваговими і габаритними обмеженнями, встановленими міжнародними правилами для двомісних і для чотиримісних саней. Як і раніше підсумкові результати в змаганнях по бобслею визначаються швидкістю, набраною екіпажем на стартовій ділянці розгону — до посадки в сани, на дистанції результат залежить насамперед від майстерності пілота — рульового, від його вміння по оптимальній траєкторії пройти трасу, з найменшими втратами швидкості долаючи повороти і віражі.
Швидкість бобслейних саней під час спуску по трасі може досягати 150 км/год.
В кожному номері олімпійської програми країну представляє не більше трьох екіпажів.
Місця визначаються по сумі часу чотирьох заїздів. У кожному заїзді черговість старту визначається жеребкуванням.

## Бобслей в Україні
У 1980 р. створено Федерацію санного спорту і бобслею України. Тоді ж відбулися перші офіційні змагання за першість СРСР з бобслею, у яких брали участь спортсмени України. Від 1994 р. національна команда України з бобслею бере участь у змаганнях зимових Олімпійських ігор. У 1998 р. у Києві засновано Всеукраїнську федерацію бобслею та скелетону, президент – Михайло Гераскевич. 

## Галерея

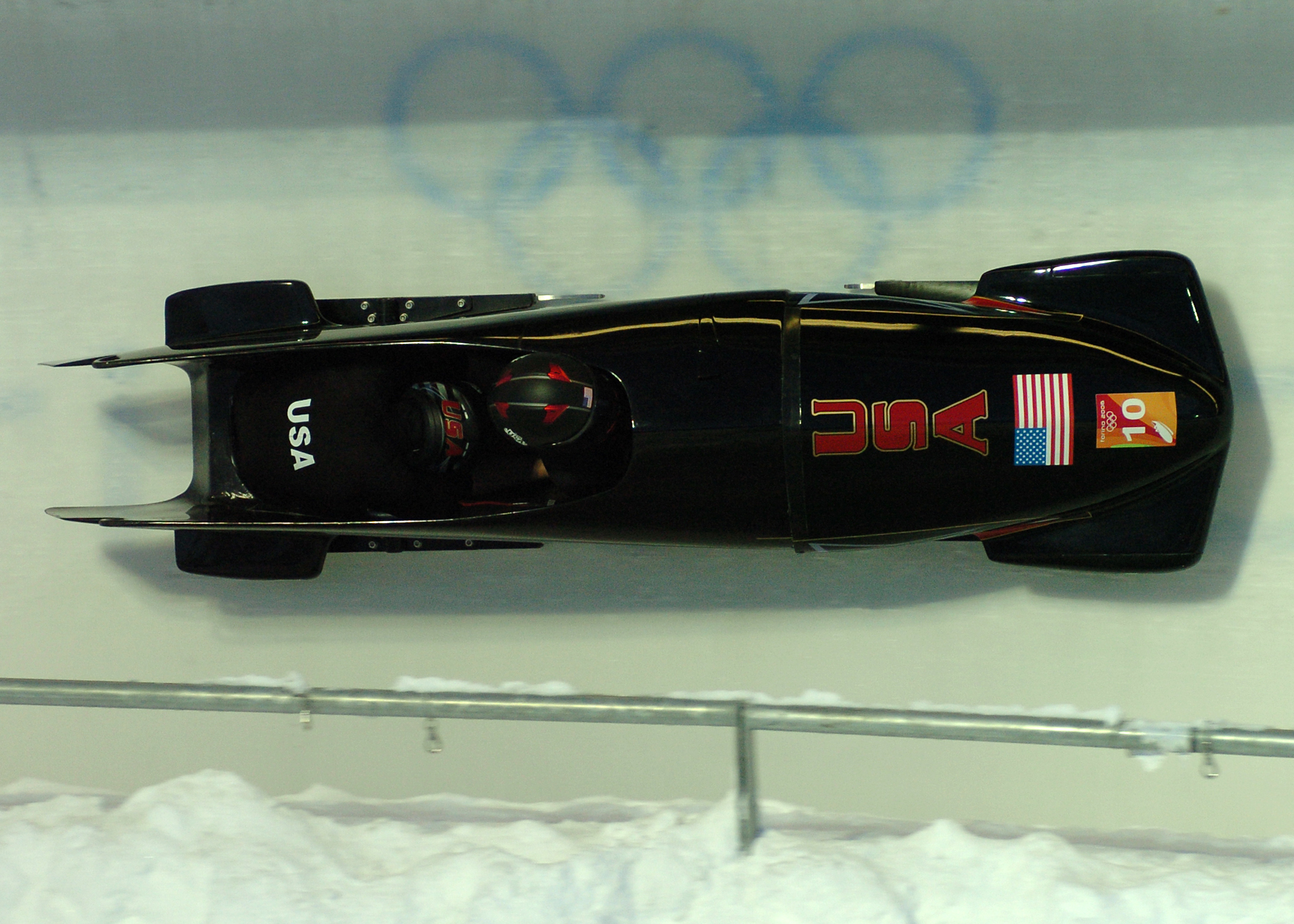
Команда США
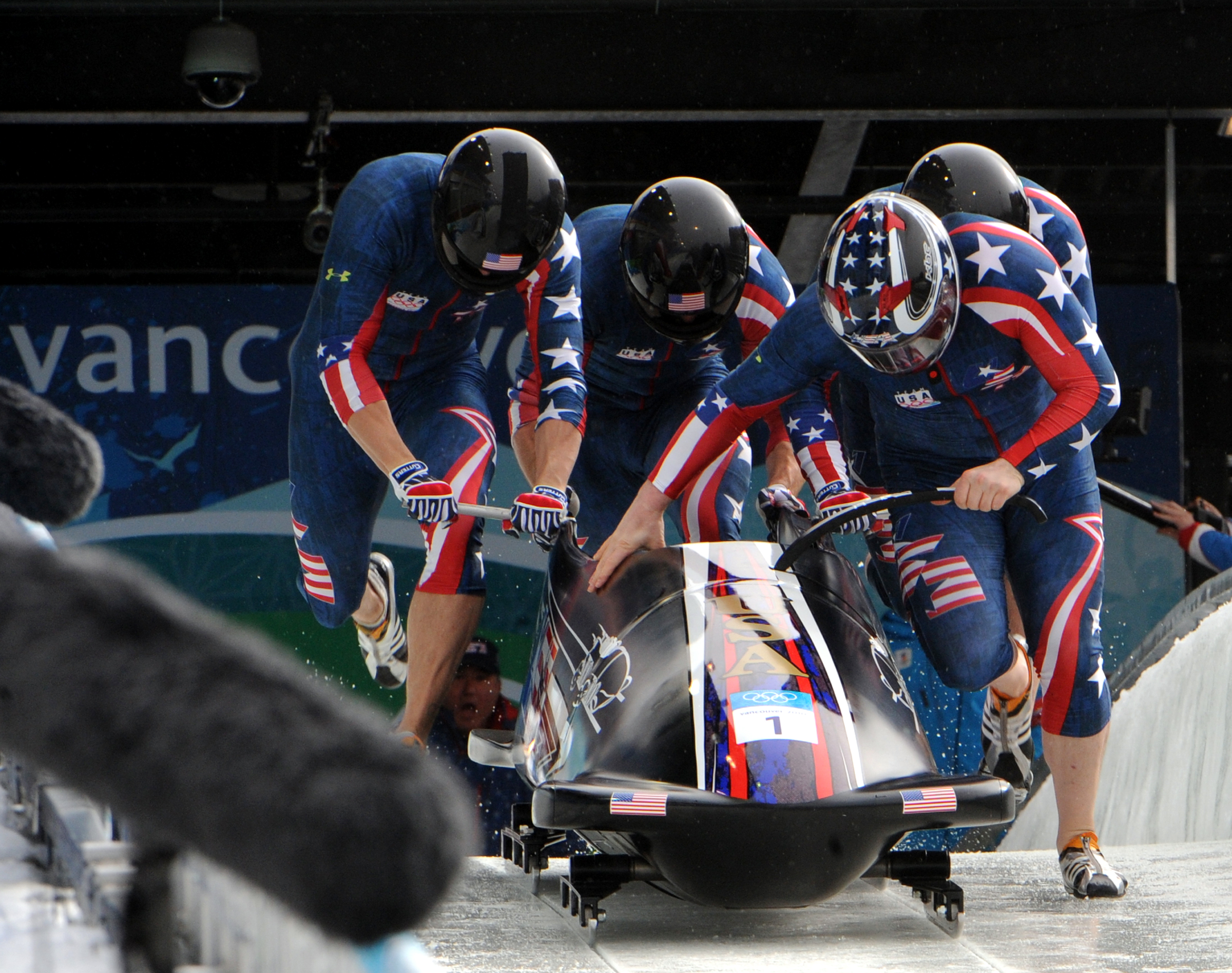
Старт бобслейного екіпажу
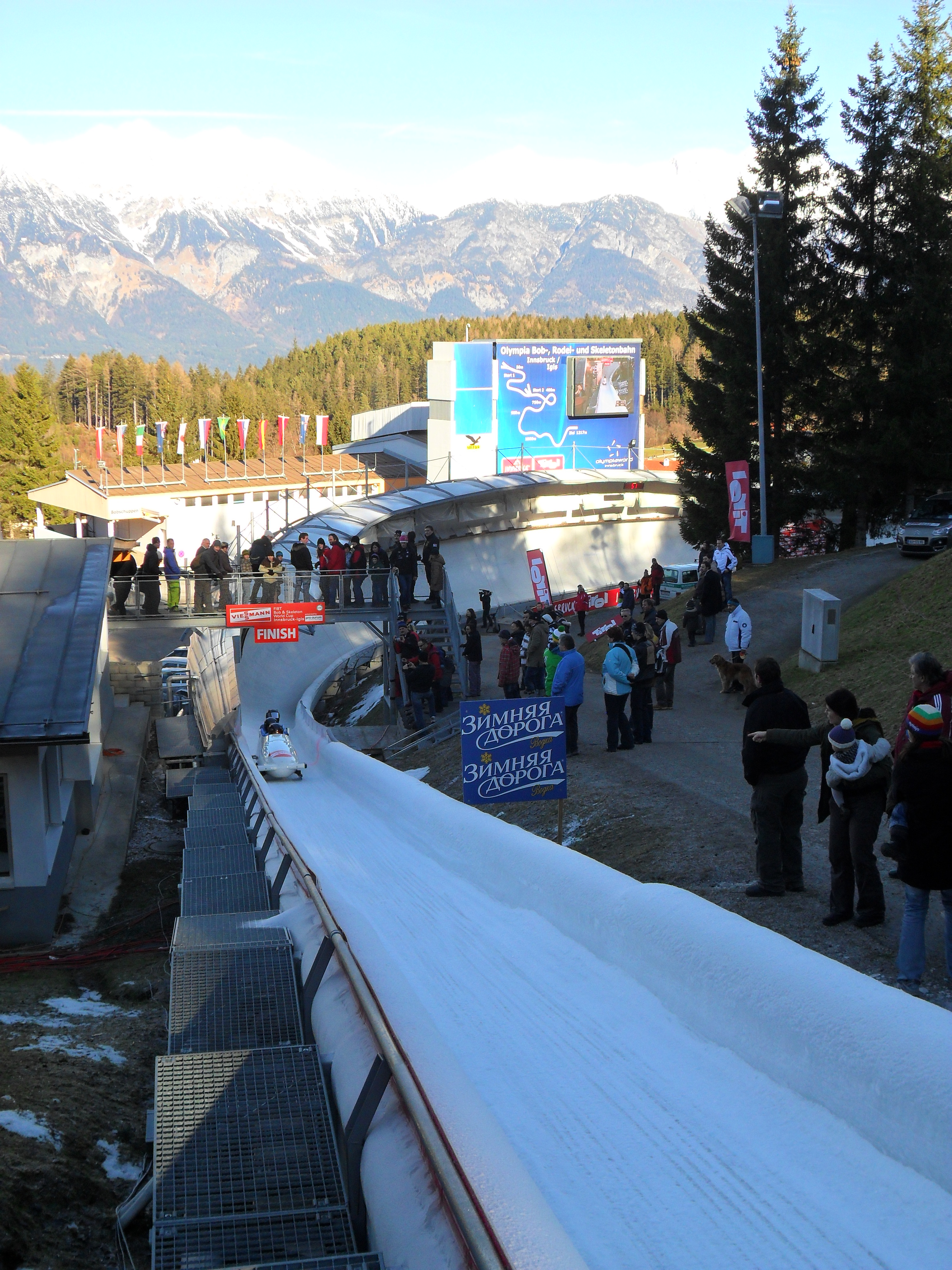
Кубок Світу з бобслею 2011 р., Австрія
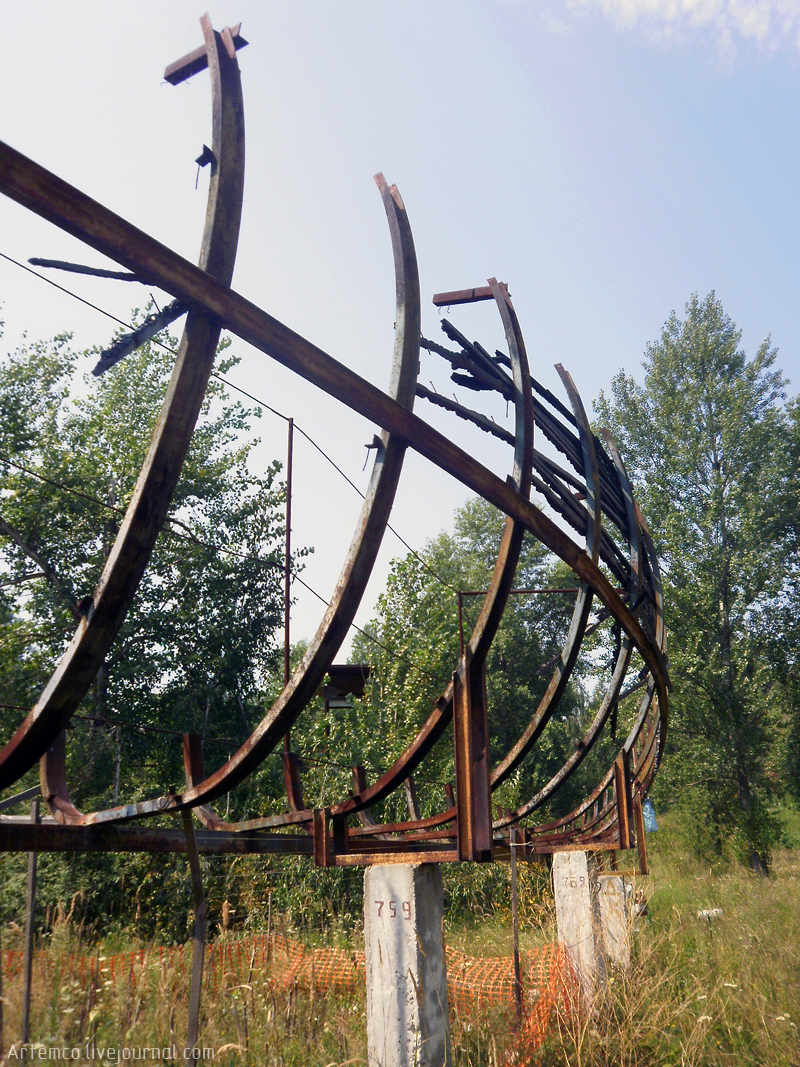
єдина в Україні бобслейна траса — недобудована у Вишгороді